# Fanboy & Chum Chum
Fanboy & Chum Chum ist eine computeranimierte US-amerikanische Fernsehserie für Kinder, die zum ersten Mal am 6. November 2009 in den Vereinigten Staaten von Nickelodeon und am 6. März 2010 vom deutschen Pay-TV-Sender Nicktoons (damals noch Nick Premium) ausgestrahlt wurde. Ab dem 17. April 2010 wurde die Sendung beim deutschen Free-TV-Sender Nickelodeon gezeigt.
Die Serie handelt von zwei „Superfans“ von Science-Fiction und Fantasy. Sie verkleiden sich mit nach außen getragener Unterwäsche als Superhelden. Ihre Welt ist voll von Comic-Abenteuern und Missgeschicken. Die Startfolge hatte in den USA 5,8 Millionen, die zweite Episode 5,4 Millionen Zuschauer.

## Figuren
- Fanboy, ein Fan von Fantasy und Science-Fiction, ist einer der Hauptfiguren der Serie. Er trägt eine violette Maske, Handschuhe und einen grünen Superhelden-Anzug, der den des Riddler darstellen soll. Sein bester Freund Chum Chum ist immer an seiner Seite.

- Chum Chum/Chumersson ist Fanboys bester Freund und zweite Hauptfigur der Serie. Obwohl er deutlich jünger als die anderen Hauptfiguren ist, ist er trotzdem in derselben Klasse. Der Show-Erfinder erklärte, Chum Chum habe sich in Fanboys Klasse geschlichen und der Lehrer würde sich nie um das Alter seiner Schüler kümmern. Wie Fanboy hat er keine Superkräfte. Er ist leicht erregbar und trägt ein orangefarbenes T-Shirt mit einem Logo seines Gesichts, eine gelbe Hose, einen Umhang, Unterwäsche auf der Außenseite seiner Kleidung, eine Windel in der Innenseite seiner Kleidung, und eine schwarze Maske und Handschuhe.

- Kyle ist ein Zaubererjunge. Er hegt eine Abneigung gegen Fanboy und Chum Chum. Er ist meist gelangweilt und schlecht gelaunt. Er versucht des Öfteren, Fanboy und Chum Chum mit Zauberei zu verletzen, was aber immer scheitert.

- Lenny ist Verkäufer und Leiter des Frosty Mart. Auch er kann die beiden Hauptfiguren nicht leiden. Lenny ist schwarz und trägt einen Afro.

- Jo ist ein von Chum Chum besessenes Mädchen, das ihn ständig zu entführen versucht. Fanboy kommt ihm aber immer zu Hilfe.

- Michael Johnson geht ebenfalls in Fanboys Klasse. Er spricht nicht viel, und wenn dann, nur Wörter wie yeah oder shamone. Michael ist schwarz und hat einen für die frühen 80er-Jahre passenden Haarschnitt. Unter anderem tanzt er gerne und trägt eine rote Lederjacke, die auch Michael Jackson im Thriller-Musikvideo trug. Er trägt auch häufig eine Sonnenbrille, sowohl auf der Straße als auch in Gebäuden.

- Boog ist neben Lenny der einzige Mitarbeiter im Frosty Mart. Er kann Fanboy und Chum Chum nicht leiden. Er ist, im Gegensatz zu Lenny, kein fester Mitarbeiter und spielt während seiner Schicht Videospiele oder liest Comics. Er beleidigt Fanboy und Chum Chum ständig und ist der Antagonist der Serie.

- Man Arctica ist ein Superheld, der sowohl real, als auch in Comics existiert. Er ist ein Verbündeter von Fanboy und Chum Chum. Er hat auch einen Erzfeind, den Erderwärmer.

- Der Erderwärmer ist ein Superbösewicht in den Comics. Er ist der Erzfeind von Man Arctica.

- Chris Brownfield ist ein merkwürdiger Junge in Fanboys und Chum Chums Klasse. Er spricht nie, sondern gibt nur Buorg-Laute von sich.

- Lolo ist ein Mädchen in Fanboys und Chum Chums Klasse. Sie ist gut mit Fanboy, Chum Chum und Jo befreundet. Sie liebt Superhelden.

- Oz (eigentlich Ozwald) ist ein Freund von Fanboy und Chum Chum. Er betreibt ein Comicgeschäft und ist Sammler von Superheldencomics und Actionfiguren. Obwohl er kein Kind mehr ist, lebt er noch bei seiner Mutter.

- Mr. Mufflin ist Fanboys, Lolos, Chum Chums, Kyles, Jos, und Chris Klassenlehrer. Er ist sehr streng, häufig gelangweilt und schlecht gelaunt. Er kann Fanboy wegen seiner schlechten Noten nicht leiden.

- Dollarbot ist ein lebender Spielautomat im Frosty Mart. Er wurde angeblich vom „Fanboy der Zukunft“ gebaut und von ihm in die Vergangenheit geschickt, um seinem „Vergangenheits-Ich“ das Leben zu erleichtern. Er ist ein guter Freund von Fanboy und Chum Chum und klüger als sie.

- Mecha-Tech ist ein tanzender Spielzeugroboter. Er führt alle Befehle von seinem Besitzer aus. Sein Zitat heißt „Ich erwarte deinen Befehl!“

## Synchronisation
Die Synchronisation der Serie erfolgte bei Krüger & Krüger in Hamburg. Dialogbuch und -regie führte Tammo Kaulbarsch.
| Rolle                 | Originalsprecher | deutscher Sprecher    |
| --------------------- | ---------------- | --------------------- |
| Fanboy                | David Hornsby    | Tim Kreuer            |
| Chum Chum             | Nika Futterman   | Tanja Dohse           |
| Kyle                  | Jamie Kennedy    | Rasmus Borowski       |
| Yo                    | Dyana Liu        | Merete Brettschneider |
| Lulu                  | Candi Milo       | Arlette Stanschus     |
| Mr. Mufflin           | Jeff Bennett     | Wolf Frass            |
| Hausmeister Poopatine | Steve Tompkins   | Henry König           |
| Oz                    | Josh Duhamel     | Jan-David Rönfeldt    |
| Man-Arctica           | Jeff Benett      | Jens Wendland         |
| Lenny                 | Wyatt Cenat      | Leonhard Mahlich      |
| Boog                  | Jeff Benett      | Tim Knauer            |
| Dollarnator           | Jeff Benett      | Christian Rudolf      |
| Agent Johnson         | Jeff Benett      | Jürgen Holdorf        |
| Duke                  | Jeff Benett      | René Dawn-Claude      |

## Episodenliste
| Nummer (gesamt) | Nummer (Staffel) | Originaltitel                                  | Deutscher Titel                                | Erstausstrahlung (Nickelodeon Deutschland) |
| --------------- | ---------------- | ---------------------------------------------- | ---------------------------------------------- | ------------------------------------------ |
| 01              | 01               | Wizboy / Pick A Nose                           | Wizboy / Nasentausch                           | 17. April 2010 / 11. Mai 2010              |
| 02              | 02               | The Janitor Strikes Back / Dollar Day          | Kaugummi-Alarm / Nur ein Dollar                | 17. April 2010                             |
| 03              | 03               | Trading Day / The Hard Sell                    | Tauschrausch / Nicht zu verkaufen              | 18. April 2010                             |
| 04              | 04               | Digital Pet Cemetery / Fanboy Stinks           | Friedhof der Digi-Tiere / Fanboy stinkt        | 17. April 2010 / 19. Mai 2010              |
| 05              | 05               | I, Fanbot / Berry Sick                         | I, Fanbot / Kälteschock-Shake-Fieber           | 24. April 2010                             |
| 06              | 06               | Chimp Chomp Chumps / Precious Pig              | Im Bann des Affen / Das Karateschwein          | 25. April 2010                             |
| 07              | 07               | Fangboy / Monster In The Mist                  | Graf Zahnboy / Monster im Nebel                | 5. Juni 2010                               |
| 08              | 08               | Brain Drain / Fanboyfriend                     | Hirnlos / Superheldenliebe                     | 26. Mai 2010 / 27. Mai 2010                |
| 09              | 09               | Chicken Pox / Moppy Dearest                    | Kyle und das Ei / Mein Mädchen Mobby           | 2. Mai 2010                                |
| 10              | 10               | Norse-ing Around / Janitor's Apprentice        | Frosty Walhalla / Unrat des Herzens            | 8. Mai 2010                                |
| 11              | 11               | Excuse Me / Night Morning                      | Entschuldigung / Nachtmorgen                   | 9. Mai 2010                                |
| 12              | 12               | Marsha Marsha Marsha / Secret Shopper          | Marsha Marsha Marsha / Der große Frost         | 5. Juni 2010 / 6. Juni 2010                |
| 13              | 13               | Prank Master / Little Glorp of Horrors         | Schabernack-Tag / Glorp des Grauens            | 23. Oktober 2010 / 24. Oktober 2010        |
| 14              | 14               | Total Recall / Refill Madness                  | Die Rückrufaktion / Nachfüllfieber             | 11. Oktober 2010 / 12. Oktober 2010        |
| 15              | 15               | The Frosty Bus / The Tell-Tale-Toy             | Der Frosty Bus / Der verräterische Ninja       | 13. Oktober 2010 / 14. Oktober 2010        |
| 16              | 16               | Cold War / Fanboy in the plastic Bubble        | Das Hirnventil / Unter der Glocke              | 15. Oktober 2010 / 18. Oktober 2010        |
| 17              | 17               | Sigmund the Sorcerer / Fanboy A'hoy            | Sigmund der Zauberer / Fanboy Ahoi             | 19. Oktober 2010 / 20. Oktober 2010        |
| 18              | 18               | Fan vs. Wild / The Incredible Shrinking Fanboy | Mount Kälteschock / Ein kleines Problem        | 21. Oktober 2010 / 22. Oktober 2010        |
| 19              | 19               | Separation Anxiety / Strings Attached          | Die Unzertrennlichen / Am seidenen Faden       | 23. Oktober 2010 / 24. Oktober 2010        |
| 20              | 20               | The Book Report of the Dead / Stan Arctica     | Meister Fanboy / Stan Aktika                   | 8. Oktober 2010                            |
| 21              | 21               | Fanbidextrous / Man-Arctica the Ride           | Man Arktikas Achterbahn / Held mit zwei Händen | 6. November 2010 / 7. November 2010        |
| 22              | 22               | Saving Private Chum Chum / Jingle Fever        | Spielzeugverbot / Das Frosty-Musical           | 9. November 2010                           |
| 23              | 23               | Eyes on the Prize / Battle of Stands           | Müsli Manie / Schlacht am Limostand            | 10. November 2010                          |
| 24              | 24               | Lord of the Rings / The Incredible Chulk       | Der Herr der Ringe / Der unglaubliche Chulk    | 11. November 2010                          |
| 25              | 25               | Norse Code / The Great Bicycle Mistery         | Der Wikinger Code / Das große Fahrrad-Rätsel   | 12. November 2010                          |
| 26              | 26               | A Bopwork Orange / Freeze Tag                  | Kloppwerk Orange / Der Frostynator             | 6. November 2010 / 7. November 2010        |